# Henri De Belder
Henri De Belder (15 januari 1918) was een Belgische atleet, die zich had toegelegd op de lange afstand en het veldlopen. Hij veroverde één Belgische titel.

## Biografie
De Belder werd in 1945 Belgisch kampioen op de 10.000 m. Hij nam eenmaal deel aan de Landenprijs veldlopen, waar hij een zeventiende plaats haalde. 
De Belder was aangesloten bij Union Sint-Gillis.

## Belgische kampioenschappen
| Onderdeel | Jaar |
| --------- | ---- |
| 10.000 m  | 1945 |

## Palmares

### 5.000 m
- 1945:  BK AC – 15.34,8

### 10.000 m
- 1945:  BK AC – 32.51,6

### veldlopen
- 1940:  Cross van Le Soir[1]
- 1946: 17e Landenprijs in Ayr
- 1946:  landenklassement Landenprijs